# Eilerts de Haangebergte
Het Eilerts de Haangebergte is een gebergte in Suriname dat samen met de Raleighvallen, Tafelberg en Brownsberg deel uitmaakt van het Centraal Suriname Natuurreservaat, een van de grootste natuurreservaten (1,6 miljoen hectare) ter wereld.
Het gebied ligt in het diepe zuiden, bij de bovenlopen Gran Rio en Pikin Rio van de Boven-Surinamerivier. Het is door de ontdekkingsreiziger luitenant Johan Eilerts de Haan in kaart gebracht tijdens de Surinamerivier Expeditie in 1908. Dit gebergte maakt samen met andere bergen deel uit van het Hoogland van Guyana, dat zich uitstrekt over Frans-Guyana, Suriname, Guyana, Venezuela en het noorden van Brazilië.